# Göppingen Gö 9
Le Göppingen Gö 9 était un avion expérimental allemand de la Seconde Guerre mondiale, destiné à tester les possibilités d'un appareil utilisant le principe d'une l'hélice propulsive, située dans la queue et éloignée de son moteur. 

## Développement
En 1937, Claudius Dornier observa que le fait de rajouter des moteurs et hélices supplémentaires à un appareil afin d'augmenter sa vitesse, avait aussi l'inconvénient d'accroitre sa trainée. Ce constat était surtout visible dans le cas des moteurs montés en nacelle au-dessus des ailes. Pour minimiser cet effet néfaste, une alternative avait été trouvée dans la configuration dite Push-Pull, avec un moteur avant équipé d'une hélice tractive , tandis que le moteur arrière est équipé d'une hélice propulsive. Cependant, un nouveau problème apparaît avec ce type d'architecture à savoir un décalage du centre de gravité en raison de la présence du moteur dans la partie arrière du fuselage. Dornier breveta une alternative en faisant en sorte que le moteur alimentant l'hélice propulsive soit dans la partie avant de l'appareil et commanda un avion expérimental pour valider l'idée.
L'appareil de test fut dessiné par le Dr Ulrich Hütter. Celui-ci prit un fuselage de Dornier Do 17 comme modèle, mais sans les nacelles moteurs et à une échelle réduite 1:2,5. La construction du prototype fut confiée à une société de Göppingen (État libre populaire de Wurtemberg), spécialisée dans les planeurs, la Schempp-Hirth Flugzeugbau Gmbh. Le Reichsluftfahrtministerium ou RLM (Ministère de l'Air du Reich) désigna officiellement l'appareil Göppingen Gö 9 et celui-ci reçut l'immatriculation civile D-EBYW.

## Conception
La cellule était entièrement construite en bois et avait un train tricycle rétractable, ce fut d'ailleurs l'un des tout premiers appareils allemands à utiliser ce concept. La motorisation était assurée par un moteur à piston en ligne Hirth HM 60 à 4 cylindres inversés refroidis par air, positionné dans le bas du fuselage au niveau de l'emplanture des ailes. En plus de cette installation moteur peu orthodoxe, une autre nouveauté fut l'empennage cruciforme, munie d'une grande dérive ventrale avec une roulette, qui avait entre autres fonctions de protéger l'hélice quadripale du sol lors des phases de décollage et atterrissage. Le cockpit était protégé par une verrière pouvant totalement s'enlever pour permettre l'installation du pilote.

## Historique
Le Gö 9 effectua de nombreux tests, d'abord sur la terre, puis en juin 1941 en vol tracté par un Dornier Do 17 et enfin en vol autonome. Le pilote d'essai de Dornier, Hermann Quenzler, souligna l'excellent comportement de l'avion en cas de coupure moteur, confirmant ainsi la faisabilité du concept de l'hélice propulsive avec moteur éloigné. L'expérience acquise à partir de Gö 9 fut utilisée pour la conception du chasseur lourd Dornier Do 335 Pfeil en configuration push-pull. On ne connaît pas le sort du Gö 9 par la suite.

### Développement lié
- Dornier Do 17
- Dornier Do 335

### Aéronefs comparables
- Douglas XB-42 Mixmaster